# San Barnaba (Venedig)

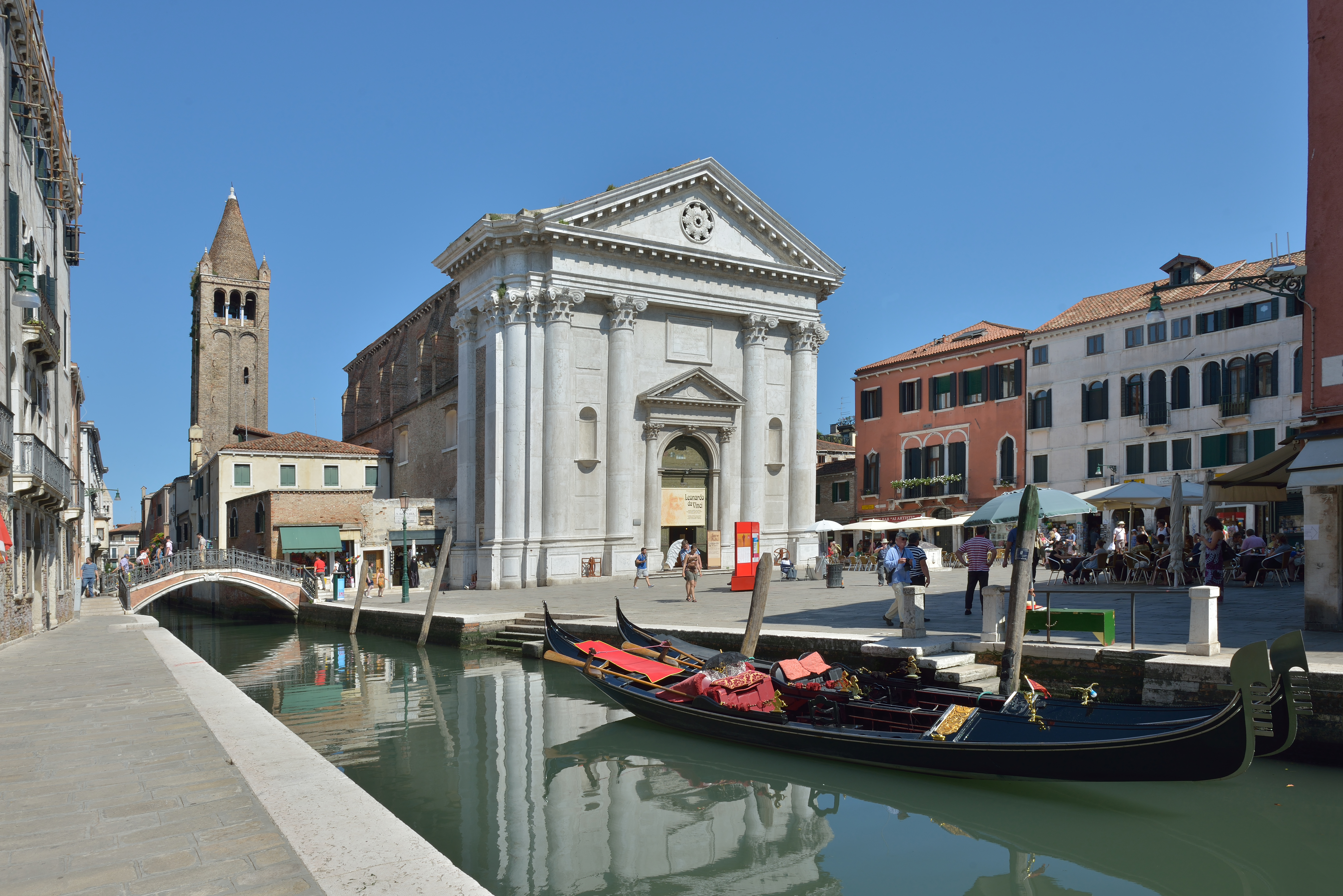
Der Campo San Barnaba und der Rio San Barnaba mit der namengebenden Kirche und deren Campanile (Glockenturm)

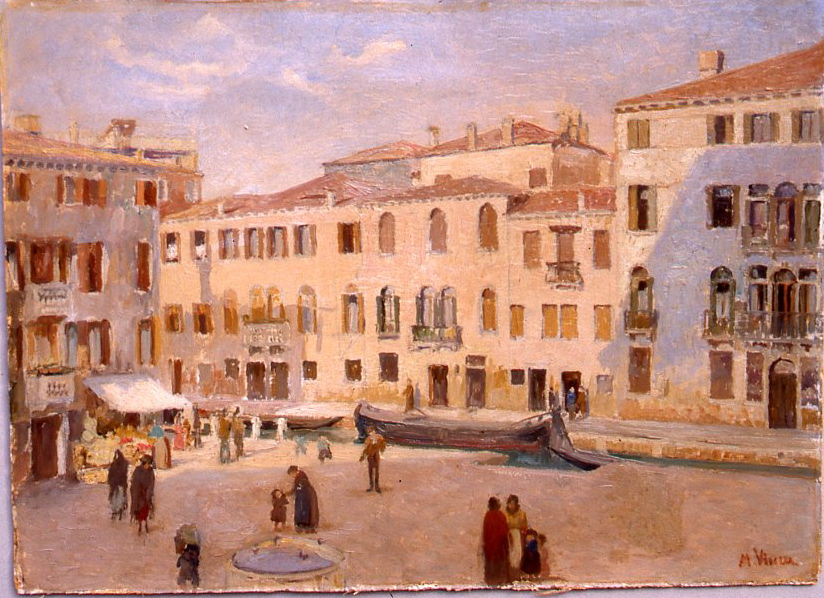
Maria Vinca (1878–1939): Der Campo San Barnaba, Privatsammlung

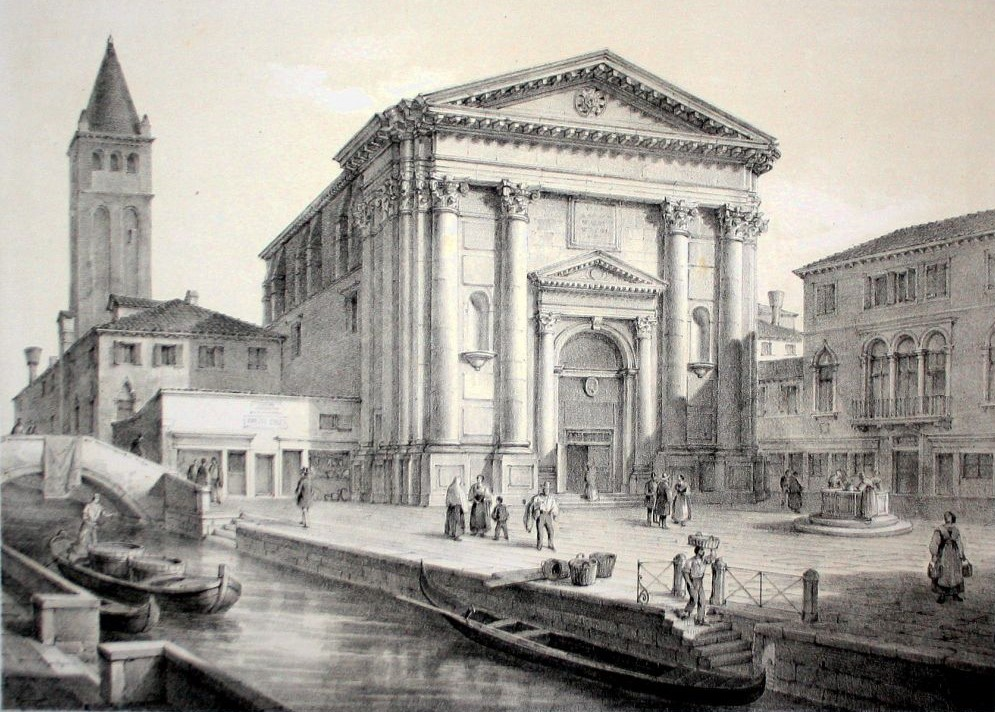
San Barnaba, Lithographie von Marco Moro (1817–1885), 1860

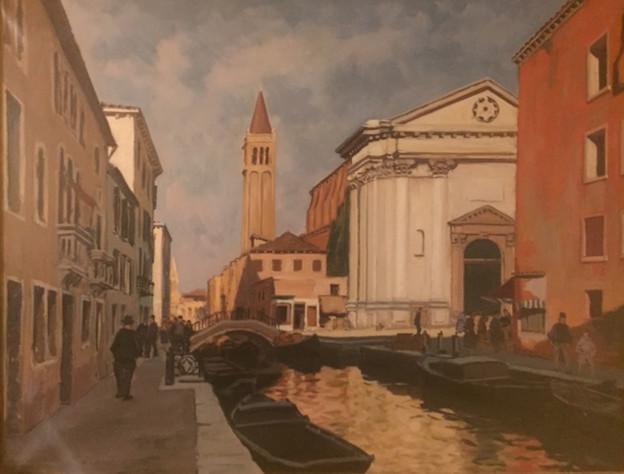
Maurice Ménardeau (1897–1977): Venise eglise de San Barnaba, Öl auf Leinwand, wohl nach 1921

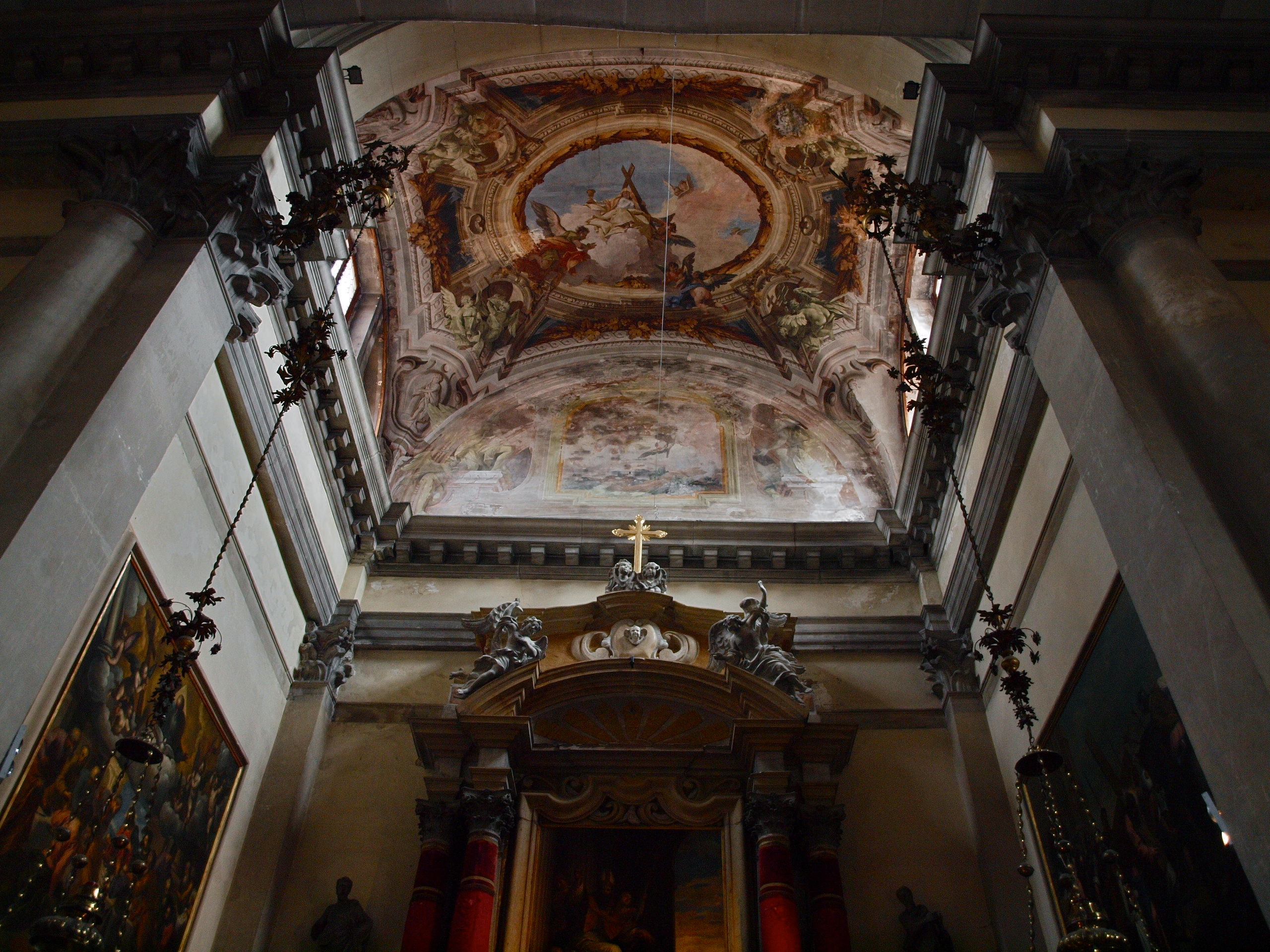
Innenausstattung

San Barnaba, selten San Barnaba apostolo, ist ein Kirchengebäude im venezianischen Sestiere Dorsoduro am gleichnamigen Campo, wie die Plätze in Venedig genannt werden. Das seit mehr als zwei Jahrhunderten nicht mehr kirchlich genutzte Gebäude aus dem 18. Jahrhundert trägt weiterhin den Namen des Apostels Barnabas, der als Lehrer des Paulus gilt. Die Kirche geht wohl auf das 9. Jahrhundert zurück.

## Geschichte
Nach der Tradition, der legendären Überlieferung Venedigs, entstand die Kirche im Jahr 809, manche Autoren behaupteten sogar, sie sei 456 gegründet worden, wenige Jahre nach der Flucht der Festlandsbewohner vor den Hunnen unter Führung Attilas. Ein Angehöriger der angeblichen Gründerfamilie Adami, die demnach 1378 ausstarb, erscheint in einem Privileg für die Stadt Bari in Apulien aus dem Jahr 1022. Einer anderen Überlieferung nach wurde sie durch die aus Altinum (am Westrand der Lagune von Venedig gelegen) geflohene Familie Adorni und andere Familien des Stadtbezirks gegründet. Nach heutigem Forschungsstand handelte es sich jedoch ursprünglich um eine dem Diakon und Märtyrer Laurentius von Rom geweihte Kirche, die im 9. Jahrhundert entstand. Simeone Moro gilt als erster bekannter Pfarrer (1254).
Die Kirche musste bis zur Mitte des 14. Jahrhunderts wegen mehrerer Feuersbrünste, wie etwa im Jahr 1105, als 24 Kirchen abbrannten, immer wieder aufgebaut werden. Am 6. Dezember 1350 wurde sie von den beiden Bischöfen Nicolò I. Morosini, dem eigentlich zuständigen Bischof von Castello, und durch „Agnellino Sudense“ geweiht, wie Tassini behauptet. An anderer Stelle heißt es, es sei der Bischof der kretischen Diözese Souda gewesen. 1337 war die ebenfalls nach Barnarbas benannte Brücke, der Ponte San Barnaba, als steinerne Brücke neu errichtet worden. Im 19. Jahrhundert hatte die Kirche sieben Altare.
Eine der bedeutendsten Familien Venedigs, die Trevisan, die in fünf Zweige aufgeteilt war, hatte ihr Zentrum in der Gemeinde. Dennoch galt die Gemeinde als so arm, dass die dortigen Adligen, die nur Zugang zu den untersten Staatspositionen hatten, insgesamt als „Barnabotti“ bezeichnet wurden, weil dort die Mieten verhältnismäßig niedrig waren. Eine Grabinschrift für Claudio Ariosto († 25. November 1600), der an allen Höfen Europas aufgetreten war, wird von Marcantonio Grimani (S. 21) vollständig zitiert. Er war ein Verwandter des Ludovico Ariosto, wie es dort heißt, Unterhändler bei Papst Pius IV., Kaiser Karl V. und König Philipp II. von Spanien. 
Bis 1807 wurde die Gemeinde von einem Kapitel geleitet, das aus zwei Titularpriestern, einem Diakon und einem Subdiakon bestand. Dieses Kapitel verwaltete lange Zeit das Vermögen, indem es die Kosten der Seelsorge und der Sorge für die Armen und Kranken teilte, die vom Priester ausgeübt wurden. Nach Entwürfen Lorenzo Boschettis, der in Venedig mindestens von 1709 bis 1772 tätig war, wurde sie 1743 neu gebaut.
Unter napoleonischer Herrschaft wurde die Kirche 1810 für den Gottesdienst geschlossen. Ihr Gebiet wurde der neu gegründeten Pfarrei Santa Maria dei Carmini zugeschlagen. Seit dem späten 20. Jahrhundert beherbergt das Gebäude eine Dauerausstellung über die Maschinen Leonardo da Vincis.
In einer Reihe von Gemälden wurden die Kirche und der Platz dargestellt, darunter 1913 von Italico Brass Maschere a San Barnaba.

## Innenausstattung
An der Kirchendecke befinden sich zwei große Fresken aus dem 18. Jahrhundert, die Costantino Cedini zugewiesen wurden. Auf der Seite Richtung Hauptaltar befindet sich La Fede, über dem Kirchenschiff Gloria di san Barnaba.
Im Inneren der einschiffigen Kirche befinden sich sechs mit Gemälden ausgestattete Seitenaltare, je drei auf jeder Seite, sowie eine Apsis mit rechteckigem Grundriss. Im ersten Altar auf der rechten Seite findet sich die Geburt der Jungfrau, geschaffen Ende des 16. Jahrhunderts von Antonio Foler, über dem zweiten Altar ein Bild der Heiligen Bernardino, Chiara e Margherita da Cortona, das sich ursprünglich in der Kirche Santa Maria delle Grazie in Conegliano befand, und das Francesco Beccaruzzi zugewiesen wurde. Im dritten Altar hinterließ Giuseppe De Gobbis im 18. Jahrhundert einen Heiligen Antonius von Padua.
Über dem ersten der drei Altare auf der linken Seite findet sich eine Sacra Famiglia, die Paolo Veronese zugewiesen wurde. Am zweiten Altar finden sich die Santi Jacopo, Francesco e Antonio Abate, eine Pala des frühen 16. Jahrhunderts aus der Schule Giorgiones. Sie stammt aus derselben Kirche in Conegliano und wurde den Brescianern Giovanni und Bernardo d'Asola zugewiesen.
An den Seitenwänden des Presbyteriums befinden sich zwei Gemälde von Jacopo Palma dem Jüngeren, nämlich das Letzte Abendmahl und der Aufstieg zum Kalvarienberg. Über dem Hauptaltar befindet sich eine Pala, die Barnabas und weitere Heilige darstellt, die möglicherweise von Damiano Mazza und Dario Varotari dem Älteren stammt.

## Glockenturm

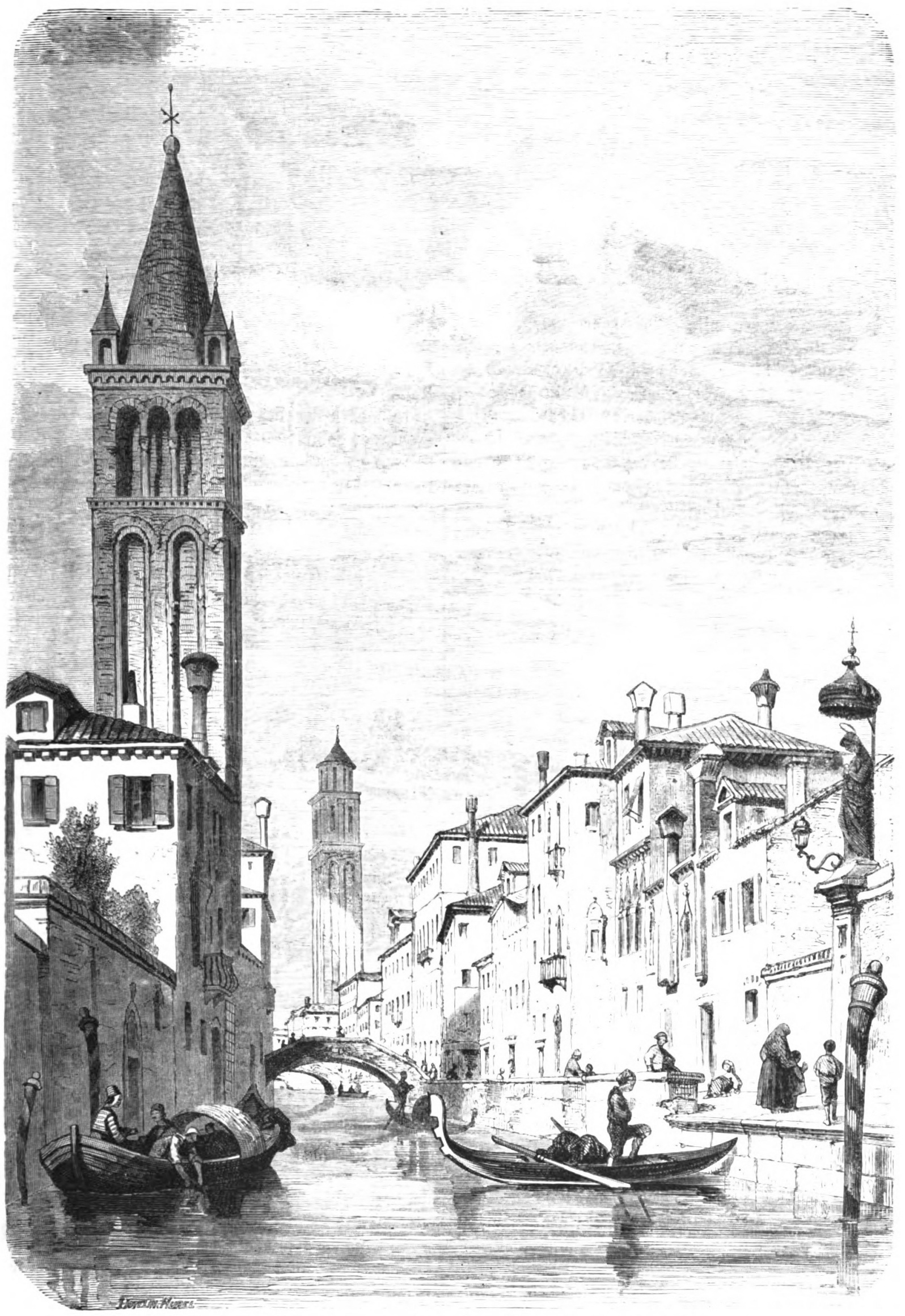
Karl Girardet: Canal Rezzonico, 1862, Blick auf den Campanile von San Barnaba von Osten

Der romanische Glockenturm (Campanile) tritt weit hinter die Kirche zurück und steht am Rio San Barnaba, ostwärts Richtung Canal Grande. Die quadratische Cella ist auf jeder Seite mit Triforen versehen, die Haube läuft konisch zu. Der Turm geht auf das 11. Jahrhundert zurück, die Haube stammt aus dem 13. Jahrhundert. Obwohl noch 1882 von Lodovico Cadorin restauriert, befindet sich der Campanile augenscheinlich in schlechtem Zustand.

## Trivia
Eine kurze Außenaufnahme der Kirche ist in Indiana Jones und der letzte Kreuzzug (1989) zu sehen.
Im Film diente das Gebäude als eine fiktive Bibliothek. Die Innenaufnahmen der Bibliotheksszene entstanden jedoch in den Elstree Studios bei London.